# Omar Chraïbi
Omar Chraïbi (nacido el 22 de abril de 1961 en Casablanca) es un cineasta, productor y guionista marroquí.

## Biografía
Chraïbi nació en Casablanca. Obtuvo una licenciatura en literatura en 1984, y luego estudió fotografía en el Instituto Comunal de Artes Decorativas e Industriales (ICADI). A continuación, obtuvo un máster en ciencias y técnicas de la comunicación en Grenoble en 1986, y luego un máster de estudios avanzados en cine en París, antes de realizar un curso de formación en la FEMIS. Es hermano de Saâd Chraïbi.
Ha sido el director de producción de unidad de múltiples películas extranjeras rodadas en Marruecos, como El ultimátum de Bourne, Green Zone, Body of Lies y Syriana.

## Filmografía

### Largometrajes
- 2000: L'homme qui brodait des secrets
- 2003: Rahma
- 2007: Tissée de mains et d'étoffe

### Cortometrajes
- 1993: Jeu Fatal
- 1995: Lumiere
- 1995: Fabula